# Pro Milone
Pro Milone (auch:  Pro T. Annio Milone; lat. „Für Titus Annius Milo“) ist die erweiterte und überarbeitete, verschriftete Version einer Rede, die der römische Anwalt und Politiker Marcus Tullius Cicero 52 v. Chr. in Rom hielt. Darin verteidigte er den des Mordes an Publius Clodius Pulcher angeklagten Titus Annius Milo.

## Das Verfahren
Cicero war Milo verpflichtet, weil dieser einige Jahre zuvor daran mitgewirkt hatte, dass Cicero aus dem Exil zurückberufen wurde. Daher übernahm er die Verteidigung, zumal er mit dem ermordeten Clodius verfeindet gewesen war. Clodius’ Tod sorgte in Rom für große Erregung, so dass Pompeius, bald darauf zum alleinigen Konsul ernannt, ein Sondergesetz erließ, das ein verkürztes Gerichtsverfahren für Milo vorsah. Unter erschwerten Umständen und vor einem ihm feindlich gesonnenen Publikum versagten Cicero beim Vortrag der Verteidigung die Nerven. Der Prozess endete folglich mit der Verurteilung Milos, der ins Exil nach Massilia ging. Die erhaltene Rede gibt somit nicht wieder, was Cicero im Prozess tatsächlich sagte, sondern wurde später von ihm niedergeschrieben und publiziert. Diese publizierte Fassung, in der Antike als einer seiner besten Redentexte beurteilt, schickte er auch an Milo in Massilia, der darauf geantwortet haben soll, er schätze sich glücklich, dass Cicero die Rede nicht so gehalten habe, da er sonst jetzt nicht die exzellenten Seebarben Massilias genießen könnte.

## Inhalt
Cicero führt eine „gestaffelte Verteidigung“ und bestreitet nacheinander, dass der Vorwurf die beschuldigte Person, die Tat und deren Bewertung treffe: Die Täter waren demnach Milos Sklaven (status coniecturalis). Zudem war es kein Mord, sondern Notwehr (status finitionis). Schließlich würde Milo als Tyrannenmörder sogar göttliche Ehren verdienen (status qualitatis).

## Bekannte Zitate
- Silent enim leges inter arma – Denn unter Waffen schweigen die Gesetze. (§ 11)

## Ausgaben
- Wilhelm Freund: Pro Milone, Breslau 1828.
- Christian Lorenz: Pro Milone, Teubner, Leipzig 1830.
- Christoph August Heumann: Ciceronis oratio pro Milone, emendata et illustrata, 1733 (mit deutscher Übersetzung).
- Albert Curtis Clark: Pro Milone, Oxford 1895 (Komm.), unveränd. Nachdruck, Amsterdam 1967.
- Karl Halm, Georg von Laubmann: Pro Milone, Berlin, 1899, 10. Auflage (mit Kommentar).
- Friedrich Richter, A. Eberhard, H. Nohl: Pro Milone, Leipzig 1907, 5. Auflage (mit Kommentar).
- Alfred Klotz: Pro Milone, Leipzig (Teubner) 1914.
- F. P. Donnelly: Cicero’s Milo, a rhetorical commentary, New York 1935.
- Paolo Fedeli: Pro Milone, Venedig 1990

## Übersetzungen
- Manfred Fuhrmann: Marcus Tullius Cicero, Die politischen Reden. Lateinisch-deutsch (Sammlung Tusculum). Band 2, Artemis und Winkler, München 1993, ISBN 3-7608-1674-6, S. 504–609.
- Marion Giebel: Pro Milone. 5. Auflage, Reclam-Verlag, Stuttgart 1992.
- siehe auch Christoph August Heumanns Ausgabe von 1733